# O afacere importantă
O afacere importantă (în poloneză Sprawa do załatwienia, în traducere „Ceva de făcut”) este un film de comedie polonez din 1953, regizat de Jan Rybkowski⁠(d) și Jan Fethke⁠(d). Rolurile principale sunt interpretate de Gizela Piotrowska⁠(d), Bogdan Niewinowski⁠(d) și Adolf Dymsza⁠(d).
Inspirată de unul dintre programele teatrului de revistă „Syrena”, această comedie satirică despre problemele cotidiene ale locuitorilor Varșoviei, îndreptată împotriva speculanților, escrocilor și birocraților, îmbină farmecul vieții interbelice și umorul satiric cu elemente ale poeticii realismului socialist. În acest film, celebrul actor comic Adolf Dymsza⁠(d) a interpretat nouă roluri – un pasager într-un vagon de dormit, un șofer de taxi, un bărbat vorbăreț dintr-o cabină telefonică, un orator, un chelner, un referent, un vânzător, un tânăr beatnic și un boxer (rolurile sunt enumerate în ordinea apariției în film).

## Rezumat
Jurnalistul de televiziune Stefan Wiśniewski sosește la o fabrică de încălțăminte din provincie pentru a filma un reportaj despre muncitoarea fruntașă Zosia Lipińska. În cursul reportajului, el îi promite că o va ajuta să cumpere o pianină pentru ansamblul artistic de amatori al fabricii. Cu toate acestea, atunci când Zosia vine în capitală pentru a lua în primire instrumentul muzical, se dovedește că Stefan a uitat de promisiunea pe care o făcuse anterior. Fata este supărată și încearcă să-l găsească pe Stefan pentru a-i cere socoteală.
Stefan se simte jenat, mai ales că o plăcea mult pe Zosia, și, vrând să se reabiliteze, încearcă să o ajute să rezolve rapid această situație, dar amândoi întâmpină numeroase obstacole în procurarea instrumentului muzical. Eforturile lor sunt împiedicate pe rând de un șofer de taxi irascibil, de un vorbăreț care nu se mai oprea, de un chelner ticălos, de un funcționar birocrat, de un vânzător prea prietenos, de un spectator huligan al unui meci de box și de alte persoane. În cele din urmă, Stefan și Zosia au totuși succes – ansamblul artistic primește o pianină, iar între cei doi tineri se înfiripă un sentiment de dragoste.

## Distribuție
- Gizela Piotrowska⁠(d) — Zofia Lipińska, muncitoare fruntașă la o fabrică de încălțăminte din provincie
- Bogdan Niewinowski⁠(d) — Stefan Wiśniewski
- Adolf Dymsza⁠(d) — pasager din vagonul de dormit / șoferul de taxi / oratorul / chelnerul Władysław / referentul Banasiński / vânzător / tânăr beatnic / boxerul Fronczak / un bărbat vorbăreț dintr-o cabină telefonică
- Hanka Bielicka⁠(d) — comerciantă / o pasageră din vagonul de dormit
- Irena Brodzińska⁠(d) — cântăreață într-un spectacol de televiziune
- Edward Dziewoński⁠(d) — directorul Consiliului Industriei Muzicale
- Wacław Jankowski⁠(d) — un chelner politicos
- Zofia Jamry⁠(d) — o femeie beatnică de la un meci de box
- Irena Kwiatkowska⁠(d) — o pasageră din vagonul de dormit
- Józef Kondrat⁠(d) — contabilul / un pasager din vagonul de dormit
- Jan Kurnakowicz⁠(d) — tehnicianul de sunet de la televiziune
- Antoni Kolczyński⁠(d) — boxerul Jóźwiak
- Stanisław Łapiński⁠(d) — directorul din restaurant
- Kazimierz Opaliński⁠(d) — directorul / un pasager din vagonul de dormit
- Lech Ordon⁠(d) — Józef, directorul fabricii de încălțăminte
- Jerzy Pietraszkiewicz⁠(d) — cântăreț într-un spectacol de televiziune
- Stefan Witas⁠(d) — clientul pretențios din restaurant
- Barbara Bargiełowska⁠(d) (nemenționată)
- Andrzej Bogucki⁠(d) — bărbat din holul clădirii televiziunii (nemenționat)
- Kazimierz Brusikiewicz⁠(d) — tehnician din carul de transmisie al televiziunii (nemenționat)
- Seweryn Butrym⁠(d) — un pasager din vagonul de dormit (nemenționat)
- Adam Cyprian (nemenționat)
- Bronisław Darski⁠(d) — un pasager din vagonul de dormit (nemenționat)
- Aleksander Drac — funcționar din minister (nemenționat)
- Janusz Dziewoński⁠(d) — portarul clădirii televiziunii (nemenționat)
- Zbigniew Jabłoński⁠(d) — un tânăr beatnic (nemenționat)
- Cezary Julski⁠(d) — spectator la un meci de box (nemenționat)
- Barbara Krafftówna⁠(d) — funcționară la Curățătoria chimică (nemenționată)
- Adam Kwiatkowski — Orzechowski, operator de imagine al televiziunii (nemenționat)
- Karol Leszczyński⁠(d) — angajat al televiziunii (nemenționat)
- Gustaw Lutkiewicz⁠(d) — un tânăr beatnic (nemenționat)
- Józef Łodyński⁠(d) — funcționar în Consiliul Industriei Muzicale (nemenționat)
- Juliusz Łuszczewski⁠(d) — administratorul magazinului de articole muzicale (nemenționat)
- Józef Matuszewski⁠(d) — un pasager din vagonul de dormit (nemenționat)
- Michał Melina⁠(d) — regizorul de televiziune (nemenționat)
- Stanisław Michalski⁠(d) — spectator la un meci de box (nemenționat)
- Klemens Mielczarek⁠(d) — muncitor în construcții (nemenționat)
- Henryk Modrzewski⁠(d) — client din restaurant (nemenționat)
- Adam Mularczyk — spectator la un meci de box (nemenționat)
- Wacław Nowakowski⁠(d) — funcționar din minister (nemenționat)
- Władysław Osto-Suski⁠(d) — vânzător la magazinul de articole muzicale (nemenționat)
- Józef Pilarski⁠(d) — bărbatul cu o jachetă în carouri la un meci de box (nemenționat)
- Wojciech Rajewski⁠(d) — spectator la un meci de box (nemenționat)
- Zbigniew Skowroński⁠(d) — muncitor în construcții (nemenționat)
- Feliks Stamm⁠(d) — arbitrul meciului de box (nemenționat)
- Jerzy Szpunar⁠(d) — lucrător într-o curățătorie chimică (nemenționat)
- Ludwik Tatarski⁠(d) — conductorul trenului (nemenționat)
- Jerzy Wasiuczyński⁠(d) — un tânăr beatnic (nemenționat)
- Kazimierz Wichniarz — spectator la un meci de box (nemenționat)
- Edward Wichura⁠(d) — spectator la un meci de box (nemenționat)
- Stanisław Woliński⁠(d) — bărbat ce așteaptă un taxi (nemenționat)
- Zorika Zarzycka⁠(d) — funcționară din minister (nemenționată)

## Producție
Filmul a fost realizat de compania Wytwórnia Filmów Fabularnych⁠(d) din Łodz. Filmările au avut loc în anul 1953 și s-au desfășurat în mai multe zone ale orașului Varșovia: Gara Principală⁠(d) de pe Ulica Towarowa⁠(d), Piața Constituției⁠(d) (Plac Konstytucji), Parcul Łazienki (Łazienki Królewskie), cartierul Mariensztat⁠(d), Hala Mirowska⁠(d), Park Agrykola⁠(d), ul. Chłodna⁠(d), kościół Św. Andrzeja Apostoła, ul. Krakowskie Przedmieście⁠(d), Orașul Vechi (Stare Miasto) etc.

## Recepție
O afacere importantă a fost lansat în cinematografele din Polonia la 5 septembrie 1953. Proiecția acestui film a stat la baza uneia dintre cele mai mari tragedii din perioada postbelică a Poloniei: 58 de oameni, printre care 38 de copii (după altă sursă, 48 de copii), au murit arși de vii la 11 mai 1955⁠(d), în cursul difuzării filmului de către o caravană cinematografică itinerantă într-o baracă de lemn din localitatea Wielopole Skrzyńskie⁠(d) (voievodatul Subcarpatia), ca urmare a aprinderii peliculei de la mucurile de țigară aruncate pe jos de spectatorii sau proiecționiștii aflați în stare de ebrietate.